# ロッキン・ジェリー・ビーン
ロッキン・ジェリー・ビーン（Rockin'Jelly Bean、生年月日不明 - ）は日本の覆面画家、ミュージシャン。

## 経歴
ハワイ生まれ、その後京都へ。幼少期に手塚治虫や松本零士に影響されて漫画を描き始める。中学校から大学までラグビー部に所属。18歳の時からプレ・サーフコンボ"JACKIE & THE CEDRICS"でベーシストとして活動。
「ロッキン・ジェリー・ビーン」はそもそもバンドでのステージネームであり、その由来は肩にあったゼリービーンズのような痣で祖母にそう呼ばれていたこと。
19歳で東京に移住。デザイン事務所に3ヶ月勤務した後、フリーとなる。バンドやイベントのフライヤーを始め、1990年からイラストレーターとして活動を開始。これまでにロックユニット、VAMPSのアルバム『BLOODSUCKERS』（2014年）『UNDERWORLD』（2017年）などのジャケットデザインを手掛けている。
この頃、アーチスト仲間が出入りする一軒家にペインターのKads MIIDA、フォトグラファーのBuntaro Katoと三人で共同生活を送る。
1996年に渡米し、ロサンゼルスで7年間活動。帰国後現在は東京にて活動。

## 書籍
- -The Birth of Rockin'Jelly Bean- Rockin'Jelly Bean ART BOOK（2014年3月11日、ワニマガジン社） ISBN 978-4862692917

## 出演
- BAZOOKA!!! #172（2016年7月11日、BSスカパー!）